# Sue Lyon
Suellyn Lyon, conocida artísticamente como Sue Lyon (Davenport, Iowa, 10 de julio de 1946-Los Ángeles, California, 26 de diciembre de 2019), fue una actriz estadounidense conocida por su interpretación en la película Lolita (1962) de Stanley Kubrick.

## Primeros años
Era la menor de cinco hermanos y su padre falleció cuando ella era una niña. Trabajó como modelo infantil y entre sus primeros trabajos figuraron los catálogos de la marca J.C. Penney. En 1960 fue elegida Miss Sonrisa por la comunidad de dentistas de Los Ángeles.
Tras acudir a varios castings, en 1959 encontró su primer papel televisivo en un episodio de la serie Letter to Loretta, mientras que un año más tarde hizo una breve colaboración en un capítulo de Daniel el travieso.

## Lolita
Sue fue impulsada a la fama gracias a la intervención en el papel de Lolita (Dolores Haze), en la conocida película homónima de Stanley Kubrick de 1962 que adaptaba la controvertida novela de Vladimir Nabokov publicada en 1955.
Kubrick estaba buscando una joven actriz para el papel de Lolita. En el programa televisivo The Loretta Young Show Sue actuaba como figurante y cuando el director la observó en bikini, le ofreció el papel de la adolescente que obsesiona sexualmente al maduro e intelectual Humbert Humbert, personaje interpretado por el actor británico James Mason.
Cuando Kubrick descubrió a la actriz, esta ya había cumplido los 16 años y debía interpretar un personaje que al comienzo de la novela tenía 12 años y 17 cuando finaliza. Aun así, Sue interpretó al personaje, convirtiéndose instantáneamente en la sensación morbosa de Hollywood, logrando el Globo de Oro a la mejor actriz revelación.

## Otras interpretaciones
El papel de Lolita encasilló a la actriz, que pasó a ser vista como una sugerente, atractiva y joven actriz devoradora de hombres maduros, por lo que en 1963 el director estadounidense John Huston le concedió el papel de joven seductora en la película La noche de la iguana (1964), junto a Richard Burton.
A finales de la década de 1960, intervino en películas como 7 mujeres (1966) de John Ford, Hampa dorada (1967) de Gordon Douglas, o The Flim-Flam Man (1967) de Irvin Kershner.
Su carrera cinematográfica declinó en la década de 1970, participando únicamente en papeles secundarios y en varios films de serie B. Por otra parte, hizo apariciones especiales en las series Police Story y La isla de la fantasía. En 1973 tuvo un contacto con el cine español al rodar Tarot con José María Forqué, junto a Fernando Rey y Gloria Grahame. También encabezó el reparto de Una gota de sangre para morir amando, de ciencia ficción deudora de La naranja mecánica de Stanley Kubrick, dirigida por Eloy de la Iglesia.
En 1980 hizo su último trabajo interpretativo con un breve papel secundario como reportera de televisión en la película de terror La bestia bajo el asfalto. Se retiró en 1986.

## Vida privada
En 1964 contrajo matrimonio con el actor y guionista Hampton Fancher, pero este fue un fracaso y antes de un año se divorciaron. Luego sufrió una mala racha personal con la muerte de su hermano mayor y con un accidente de tráfico que hizo que pasara dos años en silla de ruedas. En 1970 se casó con Roland Harrison, fotógrafo de profesión, algo que fue considerado un escándalo para la época, debido a que él era afroestadounidense. La pareja tuvo una hija llamada Nona y acabó divorciándose un año más tarde. En 1973 contrajo su tercer matrimonio con el recluso de la prisión de Colorado, Gary «Cotton» Adamson, condenado por robo y asesinato, y al que había conocido tras visitar a un amigo en la cárcel. La boda se celebró en la penitenciaría de la misma prisión. Después de lograr que le rebajaran la condena, se estableció en Denver y empezó a trabajar como camarera, aunque acabó divorciándose en 1974, ya que Adamson volvió a cometer un robo.
Retirada del mundo del espectáculo, en 1983 se casó por cuarta vez con Edward Weathers pero acabó divorciándose un año más tarde.
Finalmente, encontró la estabilidad emocional con el ingeniero de telecomunicaciones Richard Rudman, con quien contrajo en 1985 un matrimonio que duró diecisiete años, hasta su divorcio en 2002.
Falleció en su residencia de Los Ángeles el 26 de diciembre de 2019 a los setenta y tres años de edad por causas de salud no especificadas. Fue incinerada y sus cenizas esparcidas por su hija en el Océano Pacífico.

## Filmografía
Actuó en las siguientes películas:
- Letter to Loretta como Laurie (1 episodio, 1959)
- Lolita (1962) como Lolita
- La noche de la iguana (1964) como Charlotte Goodall
- 7 Women (1966) como Emma Clark
- Tony Rome (1967) como Diana Pines
- The Flim-Flam Man (1967) como Bonnie Lee Packard
- Arsenic and Old Lace (1969) como Elaine Harper
- El virginiano como Belinda Ballard (1 episodio, 1970)
- But I Don't Want to Get Married! (1970) como Laura
- Four Rode Out (1970) como Myra Polsen
- Galería Nocturna como Betsy (1 episodio, 1971)
- Evel Knievel (1971) como Linda
- Storefront Lawyers (1 episodio, 1971)
- Una gota de sangre para morir amando (1973) como Ana Vernia
- Tarot (1973) como Angela
- Love, American Style como Barbara Eric (segmento "Love and the Bed") /(2 episodios, 1969-1974)
- Smash-Up on Interstate 5 (1976) como Burnsey
- Invisible Strangler (1976) como Darlene DeLong
- Don't Push, I'll Charge When I'm Ready (1977) como Wendy
- End of the World (1977) como Sylvia Boran
- Crash! (1977) como Kim Denne
- Towing (1978) como Lynn
- La isla de la fantasía como Jill Nolan (1 episodio, 1978)
- La bestia bajo el asfalto (1980) como periodista de ABC